# Mother of the Maids
Mother of the Maids var en brittisk hovtjänst. Det var en kvinna som var anställd för att ansvara för de unga ogifta flickor som var anställda som hovfröken (Maid of honour) hos drottningen. Tjänsten nämns under Henrik VIII:s regeringstid. 